# Кутлуг-Більге-каган
Кутлуг-Більге-каган (ст.-тюрк. 𐰸𐰆𐱃𐰞𐰸∶𐰋𐰃𐰠𐰏𐰀∶𐰴𐰍𐰣; 774/776 — 795) — 6-й каган уйгурів у 790—795 роках.

## Життєпис
Син Кюлюг-кагана. Народився за різними відомостями між 774 і 776 роками, отримавши ім'я Ачуай (в китайському варіанті — Ачжо). В подальшому отримав титул ур-чор.
790 року після загибелі батька за підтримки придворної знаті став каганом під ім'ям Кутлуг-Більге. Фактичним правителем став великий внутрішній буюрук Інанчу-Більге.
791 року визнаний танським імператором Де-цзуном, отримавши титул Фенчень-кехань. Того ж року уйгурське військо завдало нищівної поразки коаліції карлуків і Тибету, захопивши чималу здобич. У 792 році каган відправив до танського імператора посольство на чолі із названим сином Гуєм.
Помер каган 795 року. Оскільки не мав дітей та інших родичів, то династія Яглара припинилася. Тому курултай обрав правителя зі свого кола — Інанчу-Більге, що прийняв ім'я Кутлуг-каган.